# Klaus Merten

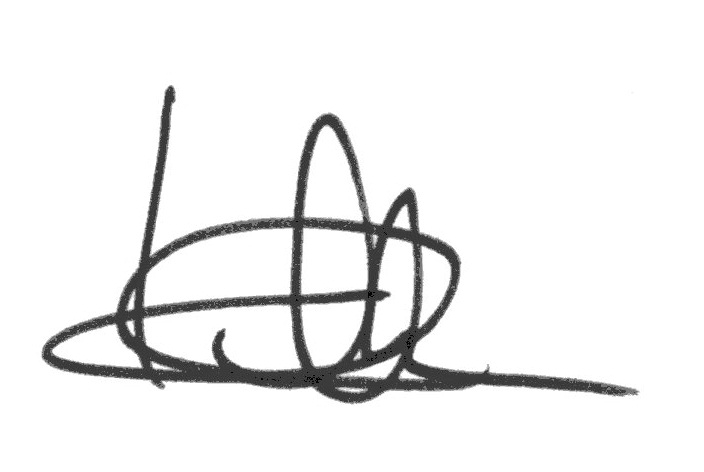
Signatur unter einer Widmung, 1994

Klaus Merten (* 31. Juli 1940 in Potsdam; † 24. Februar 2020) war ein deutscher Kommunikationswissenschaftler.

## Leben
An den Universitäten Aachen, Münster und Bielefeld studierte Merten Mathematik, Publizistik und Soziologie. Seinen Abschluss machte er 1970 als Dipl.-Soziologe in Münster. Merten war Schüler von Niklas Luhmann und Jürgen Kriz. Von 1972 bis 1978 arbeitete Merten als Wissenschaftlicher Assistent an der Fakultät für Soziologie der Universität Bielefeld. 1976 wurde er mit einer Arbeit über den Kommunikationsbegriff zum Dr. rer. soz. promoviert. Nach Gastprofessuren an den Universitäten Mainz, Gießen und Berlin folgte er 1979 einem Ruf als Professor für Methoden der empirischen Sozialforschung an die Universität Gießen, wo er zugleich Direktor des Instituts für Soziologie wurde. 1984 folgte er dem Ruf auf die Professur für empirische Kommunikationsforschung an der Westfälischen Wilhelms-Universität in Münster, wo er – unterbrochen durch eine Gastprofessur 1990 an der Universität Tunis – bis zu seiner Emeritierung blieb.
Gemeinsam mit Siegfried J. Schmidt und Siegfried Weischenberg war er von 1989 bis 1991 wissenschaftlicher Leiter des Funkkollegs Medien und Kommunikation, einer dreißigteiligen Hörfunksendereihe mit kostenpflichtigen Studienbegleitbriefen für registrierte Teilnehmer von hr, SDR, SR, SWF und WDR.
Klaus Merten war Initiator des einjährigen Fernstudiengangs zum PR-Manager und gründete 2003 die com+plus GmbH, die diese Weiterbildung anbietet.

## Kommunikation und Lügen
1986 veröffentlichte Merten vielbeachtete Schriften zur Evolution der Kommunikation und zu Public Relations. Merten formulierte 2006 einen Aufsatz Nur wer lügen darf kann kommunizieren (Pressesprecher, 4, Heft 1, 2006: 22-25), in dem er aus theoretischer Perspektive konsequent ableitete, dass Kommunikation immer die Möglichkeit fordert, auch ohne Wahrheit zu agieren. Dagegen wandte sich der Deutsche Rat für Public Relations (DRPR), dessen Ethik von PR-Fachleuten stets die unbedingte Wahrheit fordert. Merten hielt dem DRPR daraufhin in einem offenen Brief und mehreren Studien massiv vor, zu wenig von Kommunikation zu verstehen, um eine wirksame Ethik glaubhaft vertreten zu können, und empfahl dem DRPR, sich aufzulösen. 2008 veröffentlichte Klaus Merten seine Theorie der „Fünf Ebenen der Wirklichkeit“.

## Kommunikationsbegriffe nach Merten
1977 untersuchte Merten über 160 Begriffsbestimmungen von Kommunikation und entwickelte dabei ein eigenes Raster, das zwischen subanimalischer, animalischer, Human- und Massenkommunikation differenziert wie folgt:
- Subanimalische Kommunikation ist die Kommunikation zwischen einzelnen Organismen. Teil der subanimalischen Kommunikation sind sowohl technische als auch naturwissenschaftliche Phänomene wie etwa die gegenseitige Beeinflussung zweier magnetischer Substanzen.
- Animalische Kommunikation ist die Kommunikation zwischen tierischen Lebewesen, egal ob zwischen Tieren oder zwischen Mensch und Tier.
- Humankommunikation beschreibt ausschließlich die Kommunikation zwischen Menschen. Eine Besonderheit dieser Kommunikation ist die Verfügbarkeit des sprachlichen Kanals über und neben anderen – nonverbalen – Kommunikationskanälen.
- Massenkommunikation ist eine Art der Humankommunikation, die auf technische Hilfsmittel angewiesen (also indirekt) ist, in aller Regel einseitig ist und sich an ein disperses Publikum richtet.
- Computervermittelte (Gemeinschafts-)Kommunikation ist eine Kommunikationsform, die aus der Fusion von Telekommunikation, Computerisierung und herkömmlichen elektronischen Massenmedien entstanden ist.

## Preise und Auszeichnungen
- 1990 1. Preis der Fritz Thyssen Stiftung für den Beitrag „Meinungsführer in der Mediengesellschaft“
- 1988 2. Preis der Fritz Thyssen Stiftung für sozialwissenschaftliche Aufsätze (für einen Beitrag über das Kommunikationsmodell nach Lazarsfeld)
- 1977 Top Award International Communication Association (ICA)

## Schriften (Auswahl)
- mit Helmut Giegler und Friederike Uhr: Grundlegende Ansätze und Methoden der Medienwirkungsforschung. Bundesinstitut für Bevölkerungsforschung, 1992.
- Die Wirklichkeit der Medien. Eine Einführung in die Kommunikationswissenschaft. (Mit Siegfried J. Schmidt und Siegfried Weischenberg), 1994, ISBN 978-3-531-12327-1
- Zur Theorie des Gerüchts. In: Publizistik Jg. 54, 2009, Nummer 1, S. 15–42. doi:10.1007/s11616-009-0028-y